# Servicio de gueridón
El servicio de gueridón consiste en llevar las bandejas con las raciones de principal, pescados o carnes y su guarnición hasta el gueridón, donde el camarero apoyado por el ayudante, montan el plato tal y como la cocina les ha mostrado con un plato de representación en cocina. Posteriormente se sirven a los comensales.